# Aeroportul Kurgan
Aeroportul Kurgan (IATA: KRO, ICAO: USUU) este un aeroport din Kurgan, Kurgan Urban Okrug⁠(d), Regiunea Kurgan, Rusia ce deservește zona Kurgan. Aeroportul a fost tranzitat în 2018 de 87.691 de pasageri. A fost deschis în 11 septembrie 1923 și numit după zona deservită.
Situat la o altitudine de 73 m, aeroportul dispune de 1 pistă.

## Infrastructură

### Piste
Aeroportul dispune de o singură pistă. Pista are orientarea 02/20. 